# 血压计

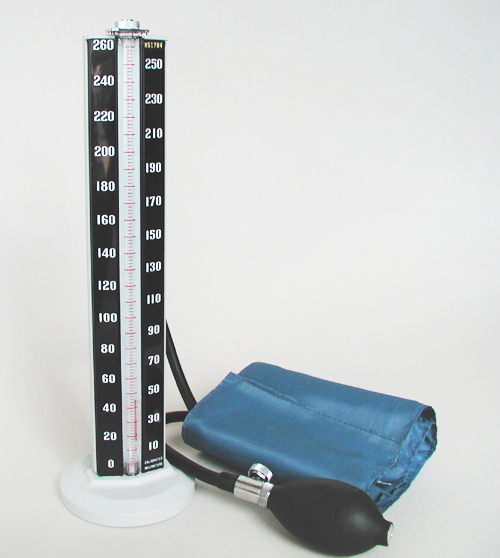
水银柱式血压计

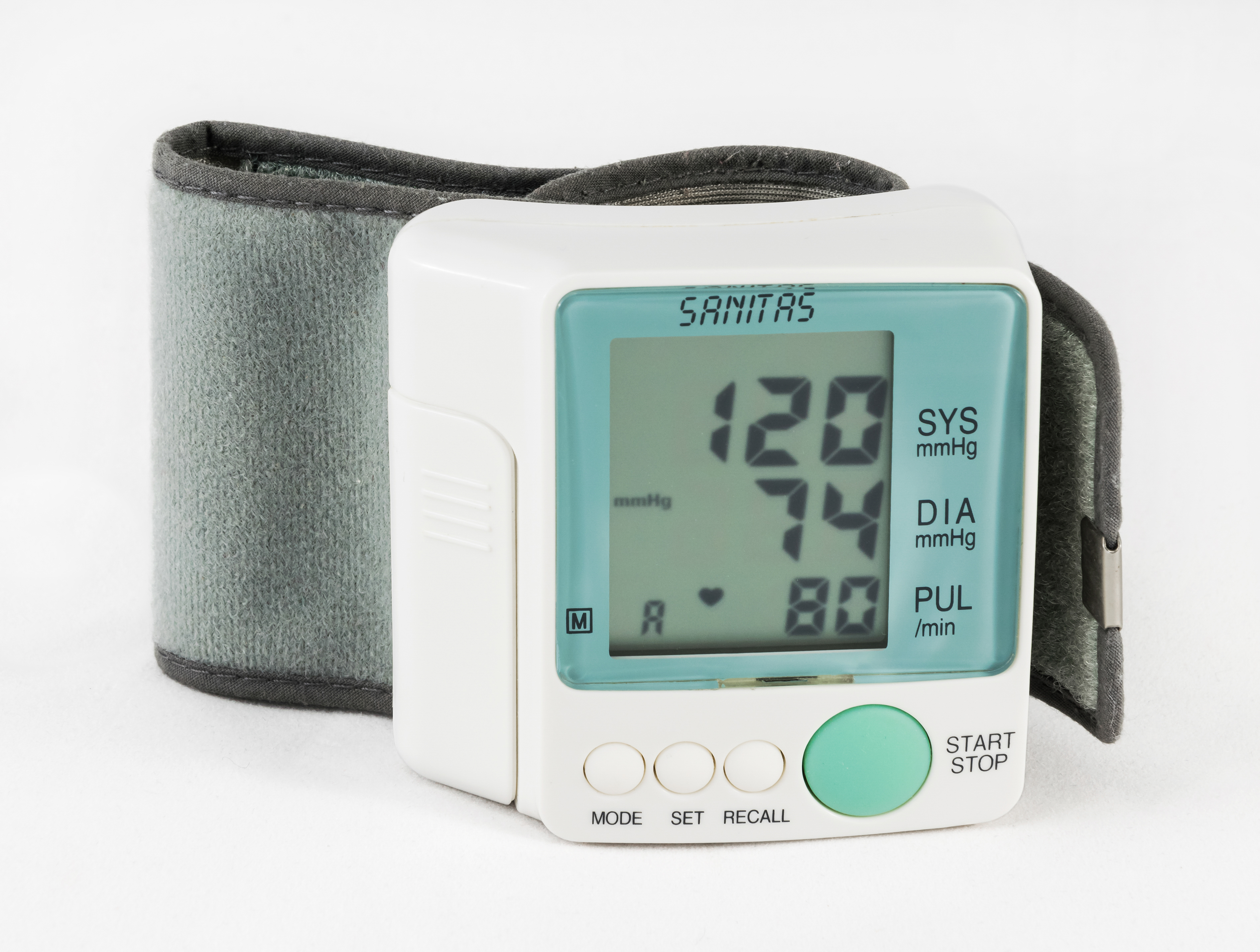
歐姆龍手腕式电子血压计

血压计是用于测量血压的医疗仪器。现在常见的血压计設計有水银柱式血压计、电子血压计和气压表式血压计（錶型氣壓式血壓計）三种。電子血壓計除了能顯示血壓讀數外，亦有提供脈搏讀數，部份型號更能自動記錄每天的數據，方便監測血壓及脈搏的長期變化情況。

## 歷史
血压计最早由奧地利猶太醫師Samuel Siegfried Karl Ritter von Basch发明。1896年，意大利醫生Scipione Riva-Rocci发明的血压计更为简单易用。1901年，Harvey Cushing 发现这种仪器后将其推广使用。这种血压计包括一个用于充气的气球、一个能充气的袖带和一个水银检压计。

## 使用
水銀柱式血壓計和錶型氣壓式血壓計的量度位置為上臂，而電子血壓計則有手臂式和手腕式。手腕式血壓計小巧輕便，容易攜帶，但是手臂式較為準確。無論是手臂式或是手腕式，測量時必須注意手部高度應與心臟位置呈水平，血壓計不應包裹在衣服外。

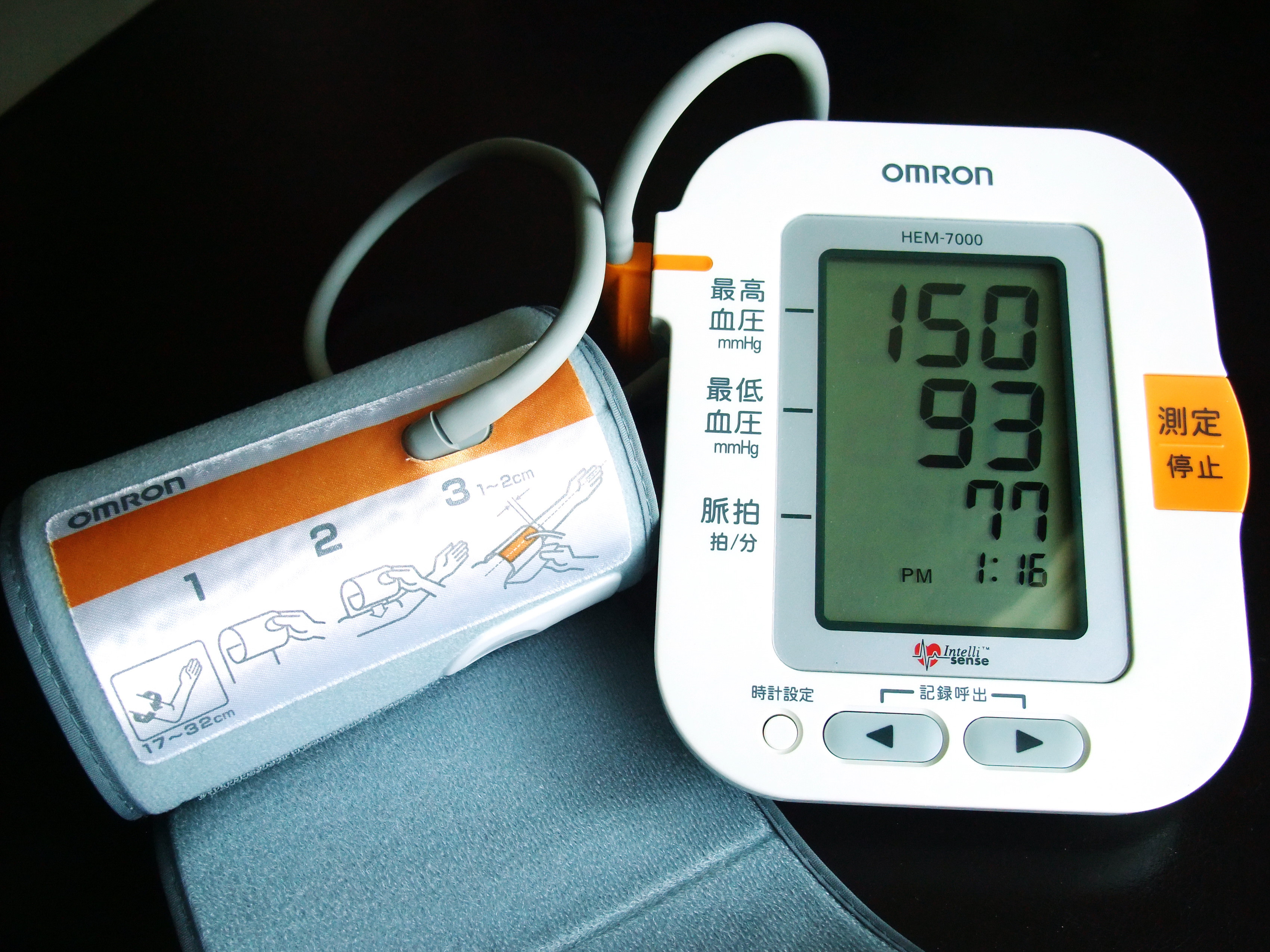
手臂式電子血壓計，顯示150/93的偏高血壓，脈搏每分鐘77次
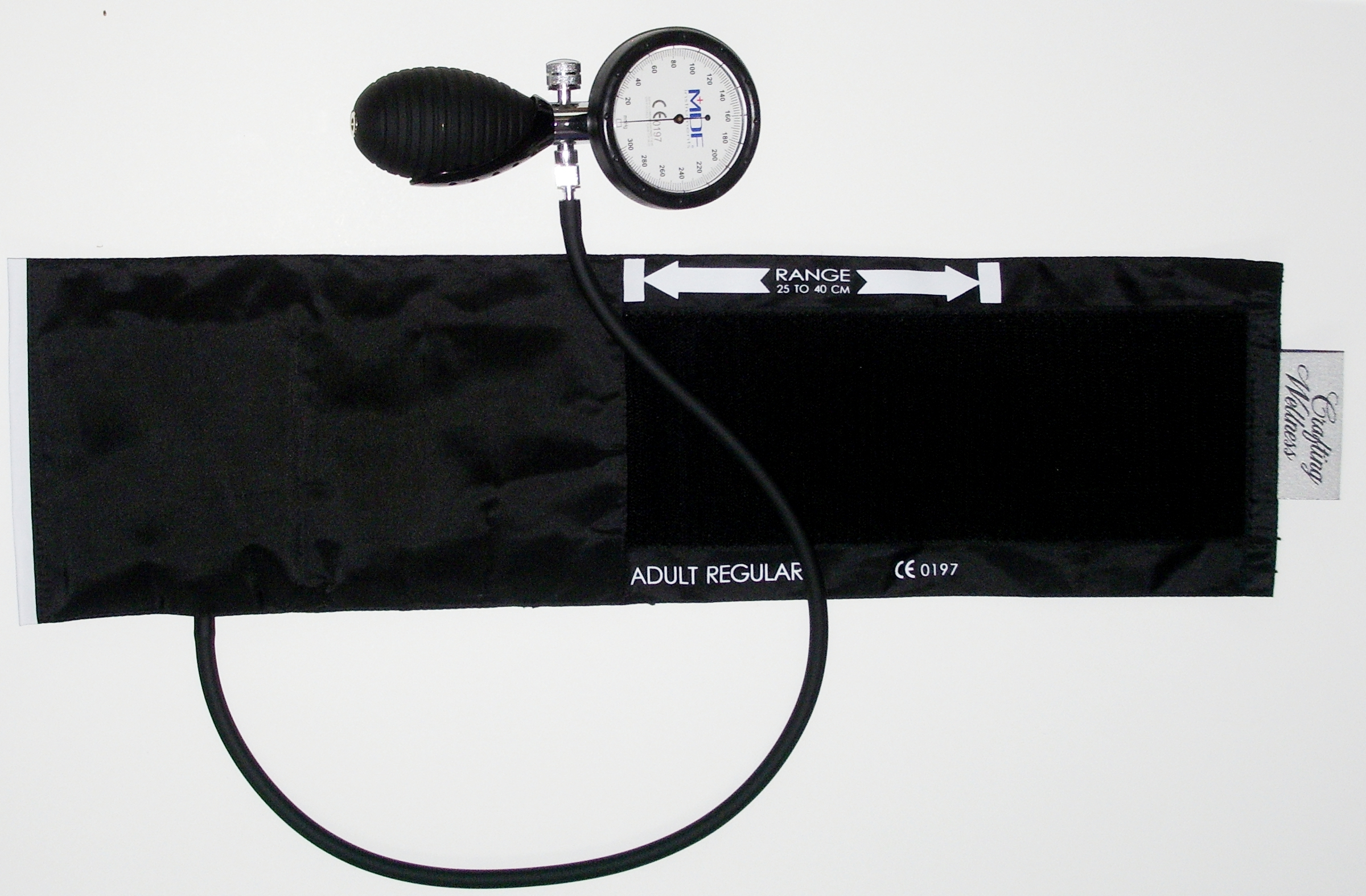
錶型氣壓式血壓計

## 資料來源
1. ↑  . 明報. 2011-01-10  [2011-01-21]. （原始内容存档于2011-01-15）.